# 2014 في بلغاريا
فيما يلي قوائم الأحداث التي وقعت خلال عام 2014 في بلغاريا.

## أحداث
- 13 مايو – فيضانات جنوب شرق أوروبا 2014

## سياسة

### تعيين في المنصب
- 7 نوفمبر – بويكو بوريسوف رئيس وزراء بلغاريا [الإنجليزية]‏.

## وفيات

### يناير
- 21 يناير – جيورجي سلافكوف (مواليد 1958) لاعب كرة قدم بلغاري.

### فبراير
- 1 فبراير – ستيفان بوسخوف (مواليد 1923) لاعب كرة قدم بلغاري.